# Ernesto Sanz
Ernesto Ricardo Sanz (San Rafael, 9 dicembre 1956) è un avvocato e politico argentino.
Attualmente è senatore per la provincia di Mendoza ed è stato, dal 2009 al 2011 e poi dal 2013 al 2015, il presidente dell'Unione Civica Radicale.